# Federico Maria Giovanelli
Federico Maria Giovanelli (talvolta anche Gioannelli; Venezia, 26 dicembre 1728 – Venezia, 10 gennaio 1800) è stato un patriarca cattolico italiano.

## Biografia
Nacque a Venezia dalla famiglia patrizia dei Giovanelli, di origine bergamasca, figlio di Giovanni Paolo e Giulia Maria Calbo. Era l'ultimogenito: lo precedevano Marianna, sorellastra di primo letto, Giovanni Andrea e Giovanni Benedetto.
Ordinato sacerdote il 21 aprile 1754, fu nominato vescovo di Chioggia il 21 luglio 1773, ricevendo la consacrazione episcopale il 18 luglio successivo dalle mani del cardinale Carlo Rezzonico.
Il 20 maggio 1776 fu trasferito alla sede patriarcale di Venezia, guidando la popolazione delle lagune nei difficili tempi della caduta della Serenissima Repubblica Veneta e dell'occupazione napoleonica.
Alla fine della sua vita proprio Venezia ospitò il conclave del 1799-1800, iniziato a dicembre 1799 ma che finì dopo la sua morte a marzo 1800.
Morì a Venezia il 10 gennaio 1800, all'età di 71 anni.

## Genealogia episcopale e successione apostolica
La genealogia episcopale è:
- Cardinale Scipione Rebiba
- Cardinale Giulio Antonio Santori
- Cardinale Girolamo Bernerio, O.P.
- Arcivescovo Galeazzo Sanvitale
- Cardinale Ludovico Ludovisi
- Cardinale Luigi Caetani
- Cardinale Ulderico Carpegna
- Cardinale Paluzzo Paluzzi Altieri degli Albertoni
- Papa Benedetto XIII
- Papa Benedetto XIV
- Papa Clemente XIII
- Cardinale Giovanni Francesco Albani
- Cardinale Carlo Rezzonico
- Patriarca Federico Maria Giovanelli

La successione apostolica è:
- Vescovo Antonio Belglava (1781)
- Vescovo Antonio Giovanni Giuseppe Lucovich (1784)
- Vescovo Giovanni Pietro Martino Pellegrini (1786)
- Vescovo Giuseppe Cosserich Teodosio (1787)
- Arcivescovo Nicolò Angelo Sagredo (1788)
- Vescovo Teodoro Loredano Balbi (1795)